# Tali e quali (quarta edizione)
La quarta edizione del talent show Tali e quali (spin-off di Tale e quale show) è andata in onda dal 13 gennaio al 3 febbraio 2024 su Rai 1 in prima serata con la conduzione di Carlo Conti per quattro puntate di sabato.
La giuria è composta da Loretta Goggi, Giorgio Panariello e Cristiano Malgioglio.
L'edizione è stata vinta da Francesca La Colla con l'interpretazione di Adele.

## Il programma
Questo spin-off prevede una gara tra alcune persone comuni (non professionisti e non facenti parte del mondo dello spettacolo) scelte tra coloro che hanno inviato alla redazione del programma i video amatoriali delle loro imitazioni durante le puntate dell'edizione appena terminata. A loro si aggiungono Francesco Paolantoni e Gabriele Cirilli, i quali hanno gareggiato in coppia nelle ultime due edizioni di Tale e quale show, che hanno partecipato al programma come concorrenti fuori gara sfidandosi individualmente tra di loro interpretando lo stesso artista.
Nel corso della puntata, si sono presentati alla giuria altri concorrenti, i quali si sono esibiti all'interno dell'iconico ascensore. I giudici, attraverso un telecomando con due tasti (uno verde e uno rosso), possono esprimere il loro grado di apprezzamento, accettando e/o rifiutando i concorrenti. Coloro che, nel corso del provino, sono stati accettati, tornano nella puntata successiva come concorrenti. 
Ciascun concorrente è impegnato nell'imitazione di personaggi celebri del mondo della canzone attraverso la reinterpretazione dei brani di questi ultimi dal vivo. Al termine della serata sono sottoposti al giudizio di una giuria. Ogni giurato dichiara i suoi voti per ciascun concorrente, assegnando da cinque a quindici punti. Inoltre, ciascun concorrente in gara deve dare cinque punti ad uno dei concorrenti o a sé stesso, che si sommano a quelli assegnati dalla giuria, determinando così la classifica della puntata.
L'edizione è strutturata in quattro puntate, di cui le prime tre con dieci concorrenti diversi per ciascuna. Nella quarta puntata, in seguito all'esibizione dei sette "nuovi" concorrenti, i quattro vincitori sono stati sottoposti alla votazione finale che ha decretato il campione di quest'edizione.

## Cast

### Concorrenti
| Puntata | Messa in onda   | Numero concorrenti | Concorrenti                                                                               | Concorrenti                                                              | Concorrenti                                                 | Concorrenti                             |
| Puntata | Messa in onda   | Numero concorrenti | Uomini                                                                                    | Donne                                                                    | Gruppi                                                      | Concorrenti fuori gara                  |
| ------- | --------------- | ------------------ | ----------------------------------------------------------------------------------------- | ------------------------------------------------------------------------ | ----------------------------------------------------------- | --------------------------------------- |
| 1       | 13 gennaio 2024 | 10                 | Vincenzo Imparato, Virginio Mussato, Kevin Pelledoro, Rinaldo Spinozzi, Roberto Tarantini | Clelia Cicero, Yoly Garcia, Sara Manea, Giulia Margutta                  | Antonio, Enzo, Mirko, Francesco e Roberto (Nessuna Pretesa) | Francesco Paolantoni e Gabriele Cirilli |
| 2       | 20 gennaio 2024 | 10                 | Franco Bernardi, Andrea Cecconi, Shany Martin, Ezio Serio, Luis Landrini                  | Floriana Ferro, Maria Pizzo, Beatrice Zoco, Carmen Bisicchia             | Giulia, Alice, Lorenza, Marilena, Emanuela                  | Francesco Paolantoni e Gabriele Cirilli |
| 3       | 27 gennaio 2024 | 10                 | Enea Platania, Francesco Rossi, Antonio Vassalli, Lorenzo Summa, Michele Minneci          | Eleonora Costanzo, Alessandra Procacci, Cecilia Sordoni, Silvia Cecchini | Renzo, Gianluca, Davide, Massimo, Luca                      | Francesco Paolantoni e Gabriele Cirilli |
| 4       | 3 febbraio 2024 | 7                  | Luciano Maci, Francesco Di Giugno, Alessandro Prelli                                      | Isabella Alfano, Francesca La Colla, Martina Malagnino                   | Davide, Andrea, Alberto, Mauro, Enrico                      | Francesco Paolantoni e Gabriele Cirilli |
| Finale  | 3 febbraio 2024 | 4                  | Andrea Cecconi, Enea Platania                                                             | Clelia Cicero, Francesca La Colla                                        | –                                                           | –                                       |

- Nota: i concorrenti sono diversi per ogni puntata. In grassetto sono indicati i primi classificati di ciascuna puntata che hanno avuto la possibilità di esibirsi nella serata finale per aggiudicarsi il titolo di campione di questa edizione.

### Giudici
La giuria è composta da:
- Loretta Goggi
- Cristiano Malgioglio
- Giorgio Panariello

#### Giudici ospiti
In quest'edizione la giuria viene affiancata dalla presenza di un imitatore diverso per ogni puntata che partecipa al voto delle esibizioni e stila una propria classifica come quarto giudice, vestendo i panni di un personaggio famoso per l'intera serata. Nella tabella sottostante sono riportati i nomi dei vari imitatori e dei personaggi imitati.
| Puntata | Messa in onda   | Giudici ospiti    | Giudici ospiti      |
| Puntata | Messa in onda   | Giudice imitatore | Personaggio imitato |
| ------- | --------------- | ----------------- | ------------------- |
| 1       | 13 gennaio 2024 | Vincenzo De Lucia | Maria De Filippi    |
| 2       | 20 gennaio 2024 | Leonardo Fiaschi  | Morgan              |
| 3       | 27 gennaio 2024 | Ubaldo Pantani    | Flavio Insinna      |
| Finale  | 3 febbraio 2024 | Claudio Lauretta  | Beppe Grillo        |

### Coach
Coach dei concorrenti sono:
- Daniela Loi: vocal coach
- Matteo Becucci: vocal coach
- Maria Grazia Fontana: vocal coach
- Fabrizio Mainini: coreografo
- Emanuela Aureli: imitatrice
- Antonio Mezzancella: vocal coach
- Pinuccio Pirazzoli: direttore d'orchestra

## Puntate

### Prima puntata
La prima puntata è andata in onda il 13 gennaio 2024 ed è stata vinta da Clelia Cicero, che ha interpretato Édith Piaf in La Vie en Rose.
| Ordine | Canzone e cantante imitato                            | Concorrente                               | Punteggio | Panariello | Goggi | Malgioglio | De Lucia | Concorrenti |
| ------ | ----------------------------------------------------- | ----------------------------------------- | --------- | ---------- | ----- | ---------- | -------- | ----------- |
| 5      | La Vie en Rose - Édith Piaf                           | Clelia Cicero                             | 67        | 15         | 12    | 14         | 11       | 15          |
| 9      | Il diario degli errori - Michele Bravi                | Kevin Pelledoro                           | 64        | 14         | 15    | 15         | 15       | 5           |
| 4      | Acqua e sapone - Gaetano Curreri                      | Rinaldo Spinozzi                          | 59        | 13         | 13    | 10         | 13       | 10          |
| 7      | Voce - Madame                                         | Giulia Margutta                           | 58        | 12         | 14    | 8          | 14       | 10          |
| 2      | Non dirgli mai - Gigi D'Alessio                       | Vincenzo Imparato                         | 50        | 11         | 11    | 11         | 12       | 5           |
| 3      | Umbrella - Rihanna                                    | Yoly Garcia                               | 42        | 8          | 8     | 12         | 9        | 5           |
| 10     | Barbara Ann e Surfin' USA - The Beach Boys            | Antonio, Enzo, Mirko, Francesco e Roberto | 38        | 9          | 7     | 9          | 8        | 5           |
| 8      | Il più grande spettacolo dopo il Big Bang - Jovanotti | Roberto Tarantini                         | 37        | 10         | 10    | 7          | 10       | -           |
| 1      | Mon amour - Annalisa                                  | Sara Manea                                | 36        | 7          | 9     | 13         | 7        | -           |
| 6      | Gold - Spandau Ballet                                 | Virginio Mussato                          | 29        | 6          | 6     | 6          | 6        | 5           |

- Giudice imitatore: Vincenzo De Lucia che imita Maria De Filippi
- Ospiti: Ivana Spagna, Vira Carbone
- Esibizioni fuori gara: Francesco Paolantoni e Gabriele Cirilli che interpretano Ivana Spagna in Easy Lady, Call Me e Gente come noi.[10]

### Seconda puntata
La seconda puntata è andata in onda il 20 gennaio 2024 ed è stata vinta ex aequo da Andrea Cecconi che ha interpretato Max Pezzali in Come mai, Floriana Ferro che ha interpretato Christina Aguilera in Lady Marmalade e Shany Martin che ha interpretato Fabrizio De André in Amore che vieni, amore che vai.
| Ordine | Canzone e cantante imitato                                | Concorrente                                | Punteggio | Panariello | Goggi | Malgioglio | Fiaschi | Concorrenti |
| ------ | --------------------------------------------------------- | ------------------------------------------ | --------- | ---------- | ----- | ---------- | ------- | ----------- |
| 1      | Come mai - Max Pezzali                                    | Andrea Cecconi                             | 53        | 15         | 15    | 6          | 12      | 5           |
| 2      | Lady Marmalade - Christina Aguilera                       | Floriana Ferro                             | 53        | 8          | 14    | 11         | 15      | 5           |
| 5      | Amore che vieni, amore che vai - Fabrizio De André        | Shany Martin                               | 53        | 14         | 12    | 8          | 14      | 5           |
| 8      | Love Again - Dua Lipa                                     | Beatrice Zoco                              | 51        | 9          | 9     | 15         | 13      | 5           |
| 3      | Ogni volta - Vasco Rossi                                  | Enzo Serio                                 | 50        | 13         | 13    | 9          | 10      | 5           |
| 7      | Un mondo d'amore - Gianni Morandi                         | Franco Bernardi                            | 45        | 11         | 11    | 7          | 11      | 5           |
| 4      | Wannabe - Spice Girls                                     | Giulia, Alice, Lorenza, Marilena, Emanuela | 44        | 12         | 8     | 10         | 9       | 5           |
| 10     | You're Beautiful - James Blunt                            | Luis Landrini                              | 44        | 10         | 7     | 14         | 8       | 5           |
| 9      | Come ti vorrei - Iva Zanicchi                             | Carmen Bisicchia                           | 39        | 6          | 10    | 12         | 6       | 5           |
| 6      | (You Make Me Feel Like) A Natural Woman - Aretha Franklin | Maria Pizzo                                | 38        | 7          | 6     | 13         | 7       | 5           |

- Giudice imitatore: Leonardo Fiaschi che imita Morgan
- Ospiti: Leonardo Pieraccioni
- Esibizioni fuori gara: Francesco Paolantoni e Gabriele Cirilli che interpretano Elton John in Crocodile Rock.
- Nota: ciascun concorrente ha assegnato i suoi cinque punti al concorrente dell'esibizione successiva, e l'ultimo li ha assegnati al primo.

### Terza puntata
La terza puntata è andata in onda il 27 gennaio 2024 ed è stata vinta da Enea Platania, che ha interpretato Mango in La rondine.
| Ordine | Canzone e cantante imitato                 | Concorrente                            | Punteggio | Panariello | Goggi | Malgioglio | Pantani | Concorrenti |
| ------ | ------------------------------------------ | -------------------------------------- | --------- | ---------- | ----- | ---------- | ------- | ----------- |
| 5      | La rondine - Mango                         | Enea Platania                          | 63        | 15         | 15    | 13         | 15      | 5           |
| 9      | Questa è la mia vita - Ligabue             | Michele Minneci                        | 60        | 13         | 13    | 15         | 14      | 5           |
| 10     | I Don't Want to Miss a Thing - Aerosmith   | Renzo, Gianluca, Davide, Massimo, Luca | 56        | 14         | 14    | 12         | 11      | 5           |
| 3      | Amore bello - Claudio Baglioni             | Francesco Rossi                        | 52        | 11         | 12    | 11         | 13      | 5           |
| 8      | Can't Stop the Feeling - Justin Timberlake | Lorenzo Summa                          | 46        | 8          | 7     | 14         | 12      | 5           |
| 7      | Per sempre - Nina Zilli                    | Silvia Cecchini                        | 44        | 10         | 10    | 10         | 9       | 5           |
| 2      | Comunque andare - Alessandra Amoroso       | Cecilia Sordoni                        | 43        | 12         | 9     | 9          | 8       | 5           |
| 1      | Gelato al cioccolato - Pupo                | Antonio Vassalli                       | 38        | 9          | 11    | 7          | 6       | 5           |
| 4      | Crazy in love - Beyoncé                    | Alessandra Procacci                    | 35        | 6          | 6     | 8          | 10      | 5           |
| 6      | Firework - Katy Perry                      | Eleonora Costanzo                      | 33        | 7          | 8     | 6          | 7       | 5           |

- Giudice imitatore: Ubaldo Pantani che imita Flavio Insinna
- Esibizioni fuori gara: Francesco Paolantoni e Gabriele Cirilli che interpretano Heather Parisi in Disco bambina e Cicale.[12]

### Quarta puntata
La quarta puntata è andata in onda il 3 febbraio 2024 ed è stata vinta da Francesca La Colla, che ha interpretato Adele in Rolling in the Deep. Questa puntata ha inoltre decretato Francesca La Colla campione dell'edizione.
| Ordine | Canzone e cantante imitato                 | Concorrente                            | Punteggio | Panariello | Goggi | Malgioglio | Lauretta | Concorrenti |
| ------ | ------------------------------------------ | -------------------------------------- | --------- | ---------- | ----- | ---------- | -------- | ----------- |
| 2      | Rolling in the Deep - Adele                | Francesca La Colla                     | 52        | 11         | 12    | 12         | 12       | 5           |
| 3      | La sera dei miracoli - Lucio Dalla         | Luciano Maci                           | 49        | 12         | 11    | 10         | 11       | 5           |
| 1      | Montagne verdi - Marcella Bella            | Isabella Alfano                        | 41        | 10         | 8     | 9          | 9        | 5           |
| 6      | Diamante - Zucchero                        | Alessandro Prelli                      | 39        | 7          | 9     | 8          | 10       | 5           |
| 4      | Can't Help Falling in Love - Elvis Presley | Francesco Di Giugno                    | 38        | 9          | 6     | 11         | 7        | 5           |
| 5      | ...Baby One More Time - Britney Spears     | Martina Malagnino                      | 35        | 6          | 10    | 6          | 8        | 5           |
| 7      | On The Road Again - Rockets                | Davide, Andrea, Alberto, Mauro, Enrico | 33        | 8          | 7     | 7          | 6        | 5           |

- Giudice imitatore: Claudio Lauretta che imita Beppe Grillo
- Esibizioni fuori gara: Francesco Paolantoni e Gabriele Cirilli che interpretano Renato Zero in Mi vendo e Triangolo[13] e Scialpi in Rocking Rolling.
- Ospiti: Scialpi
- Nota: ciascun concorrente ha assegnato i suoi cinque punti al concorrente dell'esibizione successiva, e l'ultimo li ha assegnati al primo.

## Cinque punti dei concorrenti
Ogni concorrente deve dare cinque punti a uno degli altri concorrenti (oppure a sé stesso). Questi cinque punti, assegnati prima dei punteggi forniti dai membri della giuria, contribuiscono a formare la classifica finale e il vincitore di puntata, che viene svelato al termine della stessa.

## Classifica finale
Dopo le esibizioni della quarta puntata, i vincitori di ciascuna serata sono tornati in scena insieme per sottoporsi alla votazione finale che ha decretato il campione di quest'edizione.
| Ordine | Canzone e cantante imitato  | Concorrente        | Punteggio |
| ------ | --------------------------- | ------------------ | --------- |
| 4      | Rolling in the Deep - Adele | Francesca La Colla | 38        |
| 1      | La Vie en Rose - Édith Piaf | Clelia Cicero      | 35        |
| 3      | La rondine - Mango          | Enea Platania      | 34        |
| 2      | Come mai - Max Pezzali      | Andrea Cecconi     | 29        |

## Tale e quale pop
Dopo le esibizioni delle quattro puntate, altri concorrenti si sono esibiti dal vivo e a cappella sull'ascensore per guadagnarsi la possibilità di partecipare alla puntata successiva. La decisione sulla loro partecipazione spetta ai giudici del programma premendo un tasto che fa scendere l'ascensore oppure lasciando continuare l'esibizione. 

## Ascolti
| Puntata | Messa in onda   | Telespettatori | Share  |
| ------- | --------------- | -------------- | ------ |
| 1       | 13 gennaio 2024 | 2 957 000      | 17,59% |
| 2       | 20 gennaio 2024 | 2 899 000      | 17,18% |
| 3       | 27 gennaio 2024 | 2 735 000      | 16,37% |
| Finale  | 3 febbraio 2024 | 2 987 000      | 18,48% |
| Media   | Media           | 2 895 000      | 17,41% |